# 扎莫伊
扎莫伊，是匈牙利费耶尔州所辖的一个村。总面积48.50平方公里，总人口2262，人口密度46.6人/平方公里（2011年1月1日）。